# Livet är en lång lugn flod
Livet är en lång lugn flod (franska: La vie est un long fleuve tranquille) är en fransk komedifilm från 1988 i regi av Étienne Chatiliez.

## Utmärkelser
Filmen vann Césarpriset för bästa manus 1989.

## Rollista i urval
- Benoît Magimel - Momo
- Valérie Lalande - Bernadette
- Claire Prévost - Roselyne
- Hélène Vincent - Mme. Le Quesnoy
- André Wilms - M. Le Quesnoy
- Christine Pignet - Mme. Groseille
- Maurice Mons - M. Groseille
- Daniel Gélin - doktor Mavial
- Tara Romer - Million
- Jérôme Floch - Toc-Toc